# Mojster iz Heiligenkreuza
Mojster iz Heiligenkreuza (nemško Meister von Heiligenkreuz) je ime za neznanega gotskega slikarja in miniaturista, ki je v obdobju od 1395 do 1420 ustvarjal oltarne slike in ilustriral rokopise. Umetnostni zgodovinarji so tega umetnika poimenovali po njegovem zadnjem znanem delu: oltarnem diptihu Marijino oznanjenje in Mistična poroka sv. Katarine (nemško Verkündigung Mariens und Mystische Vermählung der hl. Katharina) iz samostanske cerkve opatije Heiligenkreuz v Spodnji Avstriji.
Domneva se, da je Mojster iz Heiligenkreuza bil verjetno francoskega porekla, ker njegov slog slikanja nakazuje slog pariških umetnikov in francosko-burgundskih mojstrov likovnih miniatur. Vendar pa njegove slike, najdene v Avstriji, odražajo jasen vpliv avstrijskega dvornega okolja, slog in način, na katerega so bile naslikane, pa razkrivata možen vpliv Heiligenkreuzskega mojstra na njegove sodobnike. Zato se včasih domneva, da je ta umetnik morda avstrijskega porekla.
Dejanje in dela Mojstra iz Heiligenkreuza dokazujejo, da so v njegovem času umetniki pogosto potovali po Evropi kot potujoči dvorni slikarji iz ekonomskih razlogov ter zaradi zanimanja za nove ideje in umetniške dosežke: tako se je začel razvoj umetnosti »brez meja« .

## Dela (izbor)

### Oltarne slike
- Marijino oznanjenje in Mistična poroka sv. Katarine, diptih iz opatije Heiligenkreuz, okoli 1410, Dunaj: Umetnostnozgodovinski muzej
- Smrt sv. Klare, del enega diptiha, okoli 1410, Washington: Nacionalna galerija umetnosti
- Mistična poroka sv. Katarine, okoli 1415/1420, Dunaj: Avstrijska galerija Belvedere